# 恋、いちばんめ
『恋、いちばんめ』は、ukkaが2020年6月24日にリリースした1stシングル。改名前の桜エビ〜ず時代から数えて5枚目のシングルCDとなる。表題曲が第9回アイドル楽曲大賞2020「インディーズ/地方アイドル楽曲部門」第1位を獲得した。

## 概要
ukkaが2020年6月24日にリリースした1stシングル。桜エビ〜ず時代から数えて5枚目のシングルCDで、2019年11月16日にグループ名をukkaに改名してから初（1番目）のシングルとなる。
発売形態はver.Aとver.Bの2形態で、カップリング曲が異なる。【ver.A】品番：SDMC-1071、【ver.B】品番：SDMC-1072。
第9回アイドル楽曲大賞2020「インディーズ/地方アイドル楽曲部門」で表題曲『恋、いちばんめ』が第1位、『時間。光り輝く螺旋の球。』が第6位を獲得した。
ver.A、ver.B共通の特典として全7種のオリジナルトレーディングカードがランダムで1枚封入される。芹澤もあ黄色１、桜井美里黄色５、村星りじゅ赤色８、川瀬あやめ青色９、水春青色ドロー２、茜空緑色スキップ、全員ドロー4の7種
2020年6月24日、スターダストストアおよび全国13店舗のタワーレコードにて販売開始し、その後取り扱い店舗は全国17店舗まで拡大。また全国7店舗のHMVでも販売開始された。
なお、タワーレコード錦糸町パルコ店およびイオンレイクタウン店の2店舗限定で同月17日より先行販売された。
アートワークはアートディレクター・Q-TA。
メインビジュアルの衣装はウィメンズブランド「CHERIE」を手がけるデザイナー・繁田明希が担当し、羽化したばかりの透明感と、少し大人に成長したメンバーを表現したデザインとなっている。繁田は「（略）ukkaになって初のリリースということもあり、羽化したばかりの透明感と、少し大人に成長したメンバー6名を表現できればとデザインさせていただきました」と明かす。

## 収録曲
ver.Aとver.Bの2形態で発売された。
| #  | タイトル                         | 作詞                                 | 作曲           | 編曲      |
| -- | -------------------------------- | ------------------------------------ | -------------- | --------- |
| 1. | 「恋、いちばんめ」               | MICO（SHE IS SUMMER） ヤマモトショウ | ヤマモトショウ | 宮野弦士  |
| 2. | 「ウノ-ウノ」                    | 竹内サティフォ（ONIGAWARA）          | ONIGAWARA      | ONIGAWARA |
| 3. | 「Poppin’love!!!」               | CLARABELL                            | CLARABELL      | CLARABELL |
| 4. | 「恋、いちばんめ(Instrumental)」 |                                      | ヤマモトショウ | 宮野弦士  |
| 5. | 「ウノ-ウノ(Instrumental)」      |                                      | ONIGAWARA      | ONIGAWARA |
| 6. | 「Poppin’love!!!(Instrumental)」 |                                      | CLARABELL      | CLARABELL |

| #  | タイトル                                   | 作詞                                 | 作曲           | 編曲      |
| -- | ------------------------------------------ | ------------------------------------ | -------------- | --------- |
| 1. | 「恋、いちばんめ」                         | MICO（SHE IS SUMMER） ヤマモトショウ | ヤマモトショウ | 宮野弦士  |
| 2. | 「時間。光り輝く螺旋の球。」               | 杉浦英治                             | 藤田卓也       | 杉浦英治  |
| 3. | 「can't go back summer」                   | ヤマモトショウ                       | 永塚健登       | ONIGAWARA |
| 4. | 「恋、いちばんめ(Instrumental)」           |                                      | ヤマモトショウ | 宮野弦士  |
| 5. | 「時間。光り輝く螺旋の球。(Instrumental)」 |                                      | 藤田卓也       | 杉浦英治  |
| 6. | 「can't go back summer(Instrumental)」     |                                      | 永塚健登       | ONIGAWARA |

### 恋、いちばんめ
- 作詞：MICO（SHE IS SUMMER）・ヤマモトショウ、作曲：ヤマモトショウ、編曲：宮野弦士。振付はさとみ。
- 第9回アイドル楽曲大賞2020「インディーズ/地方アイドル楽曲部門」第1位[2]
- 2020年5月6日、配信開始[9][8]。
- 2020年6月21日「ONLINE YATSUI FESTIVAL! 2020」(無観客ライブ)にて初披露
- シングルのタイトル曲で、ukka改名後1番目に発表された楽曲。
- ヤマモトショウは「歌も詞も曲もアレンジも、今回いちばんめに思ったことがぜんぶ実現して、最高にかわいい恋の曲ができたと思います」とコメントし、初めて他アーティストの歌詞を手がけたMICOは「季節でいうと、春のような、これから芽吹いていく、ちょっとしたことで壊れそうなラブソング」と楽曲について説明している[10]。
- これまでになくブラックミュージック色が濃く、1970年代のソウルミュージックを彷彿とさせる楽曲[4]。
- 森岡千織（クラウディ）が監督を務めたMV[11]は、ひとつ屋根の下で過ごすukkaを中心に、随所にファンへのメッセージを込めた作品に。“羽化”するメンバーを丁寧に描写した内容となっている。森岡は「ukkaになって初のMV、原点回帰の意味を込め、桜エビ～ず時代を振り返るセルフオマージュシーンを後半にたくさん盛り込んでいます！ どのMV作品のどのシーンのオマージュか、ぜひ考察してみてください！！！ ファンの方々に楽しんでいただけたら嬉しいなと思って作りました」とのコメントを寄せた[8]。
- 作詞と作曲は、楽曲『まわるまわるまわる』『帰れない!』『さいしょのさいしょ』を作詞したヤマモトショウが担当している（作詞はMICOと共作）。
- 作詞のMICOとヤマモトショウは、音楽グループ「ふぇのたす」として2015年まで活動していた。ヤマモトショウがMICOに声をかけて（共作が）実現したものだそうで、MICOが他のアーティストに歌詞を提供するのは初めてのことだという[4]。
- アフター6ジャンクション（2021年1月28日放送）で「RHYMESTER宇多丸のマブ論2020年アイドル的ソング」第4位に選ばれた[12]。

### ウノ-ウノ
- 作詞：竹内サティフォ（ONIGAWARA）、作曲：ONIGAWARA、編曲：ONIGAWARA。振付は竹中夏海。読み方は「うのうの」。
- 2020年7月23日、配信開始。
- 2020年7月23日、「ukka 1st streaming live 2020」(GYAO!)にて初披露[13]。
- 新曲『ウノ-ウノ』について、芹澤もあはライブで「カードゲーム『UNO』にかけた振付であること」「実際にゲームが展開していくような場面も盛り込まれている」と話した[4]。歌詞には「ドロー4」「リバース」「スキップ」などUNOに関するワードが散りばめられている。
- 『それは月曜日の9時のように』と同じONIGAWARAによる楽曲。
- Base Ball Bearの小出祐介が、アイドルソングベスト2020 インディーズ編の第3位にこの曲を挙げた[14]。

### Poppin’love!!!
- 作詞：CLARABELL、作曲：CLARABELL、編曲：CLARABELL。振付はU-SK。
- 2020年7月23日、配信開始。
- 2020年7月23日、「ukka 1st streaming live 2020」(GYAO!)にて初披露[13]。
- 大人になり切れない女の子の恋心をつづった楽曲[3]。
- フューチャーハウス的なサウンドにして、サビではトラップが鳴るという、近年のトレンドを取り入れたポップス[4]。

### 時間。光り輝く螺旋の球。
- 作詞：杉浦英治、作曲：藤田卓也、編曲：杉浦英治。振付はukka元メンバーの水春。
- 読み方は「とき ひかりかがやくらせんのたま」、略称は「ときたま」。
- 第9回アイドル楽曲大賞2020「インディーズ/地方アイドル楽曲部門」第6位[15]
- 2020年7月23日、配信開始。
- 2020年7月23日、「ukka 1st streaming live 2020」(GYAO!)にて初披露[13]。
- ハウス／テクノにアプローチしたサウンドにして、今回の『恋、いちばんめ』収録曲の中では、もっとも翳りのある作品となっている[4]。
- 作詞と編曲は、『Magik Melody』などを提供した杉浦英治が担当。作曲は、『まわるまわるまわる』『さいしょのさいしょ』を作曲した藤田卓也が担当した。

### can't go back summer
- 作詞：ヤマモトショウ、作曲：永塚健登、編曲：ONIGAWARA。振付はさとみ。
- 第8回アイドル楽曲大賞2019「インディーズ/地方アイドル楽曲部門」第12位
- 2019年10月3日、配信開始[16]。
- 2019年8月21日、2ndアルバム『octave』発売リリースイベント「桜スプラッシュ！」(@としまえん・それいゆ広場)にて初披露[17]。
- artwork：内山ユニコ
- 桜エビ〜ず時代（2019年11月16日にukkaへ改名）にリリースされた最後の楽曲。
- 夏の終わりを歌ったラップチューン[3]。
- 音楽評論家の宗像明将は「ラップとしての『うまさ』を志向するというよりも、ラップがメンバーのキュートさを押しだしている。アイドルラップの一番美しい形だ。歌詞では〈8月夕方過ぎ〉〈目黒川、夕方〉といった舞台設定も描かれ、楽曲が醸しだす夏の夕暮れの雰囲気が心地良い」と記した[4]。
- プロインタビュアーの吉田豪は「2019年にいい曲を最も大量に生みだしたのは桜エビ〜ず（現ukka）じゃないかと思います。毎月リリースされた配信曲をまとめたアルバム『octave』（略）も最高だったんですけど、現時点（2020年1月時点）での最新曲となる『can’t go back summer』（作詞／ヤマモトショウ、作曲／永塚健登、編曲／ONIGAWARA）が個人的には大好き。」とこの曲を挙げた[18]。
- 歌詞には渋谷、恵比寿、目黒川、246といった地名が登場する。
- Base Ball Bearの小出祐介が、アイドルソングベスト2019 インディーズ編の第10位にこの曲を挙げた[19]。

## 受賞歴
第8回アイドル楽曲大賞2019
- インディーズ/地方アイドル楽曲部門
  - 第12位『can't go back summer』

第9回アイドル楽曲大賞2020
- インディーズ/地方アイドル楽曲部門
  - 第1位『恋、いちばんめ』[2]
  - 第6位『時間。光り輝く螺旋の球。』

## クレジット
ukka are 水春、川瀬あやめ、村星りじゅ、茜空、桜井美里、芹澤もあ
mizuha/ayame kawase/riju murahoshi/sora akane/misato sakurai/moa serizawa
Art Direction&Design: Q-TA
Photograph: 大村悠一郎
Styling: 繁田明希（CHERIE）
Hair & Make: 飛田卓司、チエ（KIND）
Artist Management: 藤井ユーイチ、武内香織、中尾綺夏（STARDUST PROMOTION）
Sound Produce: オーノカズナリ
Recording&Mixing Engineer: 兼重哲也（恋、いちばんめ）、前田健介（その他の楽曲）
Mastering Engineer: 及川康宏
A&R: 古市明友美、丹澤遥香（SDR）
Director: 瀧澤航一
Label Desk: 右田由美子（SDR）
A&R Producer: 宮井晶（SDR）
A&R Chief: 石崎裕士（SDR）
Producer: 菅谷憲（SDR）
Producer: 藤下リョウジ（STARDUST PROMOTION）